# YS (rapper)
YS, ook wel YStijd, is een Nederlandse rapper. Hij werkte samen met onder meer Lijpe, Djaga Djaga, Lange Frans, Big2 (The Opposites), en Keizer en behaalde als outsider verschillende hits in 2012 en 2013.

## Biografie

### Het begin
YS (Yassin) groeide op in Wijchen als zoon van een Indonesische vader en Marokkaanse moeder. Hij onderbrak zijn opleiding grafische vormgeving voor een uitstap in de muziek. In 2009 bracht hij de muziekvideo Niet zomaar uit die veel werd bekeken op YouTube. Een jaar later nam hij ook nog een rapvideo op met Lange Frans. 
In 2011 produceerde Big2 zijn  nummer Uhh. Vervolgens ging hij de samenwerking aan met Keizer die op een openlijke ruzie op het internet uitliep. YS spon niettemin garen bij de ruzie, omdat die hem onder de aandacht bracht bij de jonge fans van Keizer. Op het internet groeide zijn aantal volgers in deze tijd snel.
In mei 2012 tekende hij een contract bij Sony Walboomers. Bij dit label werkte hij aan zijn debuutsingle Uhh uhh, niet te verwarren met zijn nummer Uhh uit 2011 met Big2. Aanvankelijk werd er ook een album gepland met bekende artiesten als Salah Edin en James (Fakkelbrigade) en ook opnieuw met producer Big2.

### Uhh uhhen zijn Twitter-aanhang
Zijn single Uhh uhh verscheen op 20 juni 2012 en steeg binnen een dag naar de nummer 3-positie in de Nederlandse iTunes-hitlijst. De single was sinds de eerste dag trending topic op Twitter. Door zijn plotselinge entree bij iTunes werd Uhh uhh ook meteen gedraaid op zenders als 3FM, Q-Music en SlamFM. Het wekte echter ook argwaan bij de hiphop-scene, zoals bij BNN (State Magazine en 101Barz) en Puna. Na een week kwam de rapper onder vuur te liggen van de website GeenStijl waar de hitnotering een hoax genoemd werd. Muziekmanagers als Maarten Steinkamp (CNR) en Kees de Koning (TopNotch) vermoedden echter niet dat er een bedrijf achter zat, maar dat zijn grote Twitter-aanhang de single tegelijk op de eerste dag heeft aangeschaft. Anders dan bij gekochte steun, zakte YS' verkopen erna ook direct in. Ook de rapper zelf verwees naar zijn fans op Twitter, die hij niettemin om elke vijftig downloads een trui met logo beloofde. Zijn online verkoop van kleding was ook voor zijn doorbraak al in trek.
Op Twitter bouwde hij een grote schare fans op, die in 2012 vooral bestond uit meisjes van dertien tot vijftien jaar. Het fanatisme van zijn fans toonde hij een keer aan in het programma Weekend Wax op FunX. Tijdens het programma vroeg hij zijn fans het programma trending topic te maken, wat twee uur later een feit was op Twitter. Op een gegeven moment zou hij rond 120.000 volgers hebben, een aantal dat hijzelf ook betwistte: een grote aanwas zou door een 'hater' gekocht zijn om hem in diskrediet te brengen. Het feit dat hij naast uitzinnige fans ook heftige weerstand ontvangt, viel SLAMFM-dj Daniël Lippens op doordat hij tijdens zijn uitzendingen met YS meer dislikes dan likes kreeg, iets dat hij zelfs bij hardstyle niet kende.
Een ander deel van de kritiek op de rapper, richtte zich op vermeend plagiaat van Lil Scrappy's Swoop swoop. Volgens YS zou het echter gaan om inspiratie. Dat dit vaker zou gebeuren, onderbouwde hij met een voorbeeld van Ping van het rapduo Fouradi. Anno 2021 was de rapper actief als eindredacteur voor NPO FunX.

### Verder verloop
Hij gaf geregeld optredens, in 2013 rond zeven per maand in vooral het noorden en oosten van Nederland. Naast Uhh uhh, kwamen ook de opvolgende singles Goed ontmoet (2012) en Nacht (2013) in de Single Top 100 te staan. Beide singles bracht hij uit met de Gooise rapper Rasskulz. Vervolgens verscheen nog zijn single met de prikkelende titel Zelfgemaakt (2013). Hierna behaalde hij geen notering meer in de Single Top 100. In 2014 was hij een van de oprichters van de rapformatie Well Paid Music Group (WPMG). Andere rappers in de groep zijn BKO, Bolle, Chase en WB (Willybeatsz).

## Singles
| Jaar | album        | Top 100 | weken | opmerking                      |
| ---- | ------------ | ------- | ----- | ------------------------------ |
| 2012 | Uhh uhh      | 48      | 2     | nummer 3 in de iTunes-hitlijst |
| 2012 | Goed ontmoet | 48      | 1     | met Rasskulz                   |
| 2013 | Nacht        | 68      | 2     | met Rasskulz en Alexx          |
| 2013 | Zelfgemaakt  | 89      | 1     |                                |
| 2015 | Vandaag      | -       | -     |                                |